# 古市昌一
古市 昌一（ふるいち まさかず、1958年10月11日 - ）は、日本のコンピュータ科学者、専門はモデリング&シミュレーションとシリアスゲーム。

## 来歴
兵庫県神戸市に生まれる。
愛知県立岡崎高等学校を経て、広島大学総合科学部総合科学科に進学し、1982年に卒業した。卒業後、三菱電機情報電子研究所に入社する。
入社後は、新世代コンピュータ技術開発機構において並列推論計算機、情報技術総合研究所において大規模交通シミュレーションシステムやウォーゲームシステム等の研究開発に従事した。2002年からは鎌倉製作所においてIEEE1516HLAの標準化活動，モデリング&シミュレーションの事業化及び三菱電機米国研究所 (MERL)と共同でのDiamondTouchの開発に携わった。
この間、1992年 - 1994年にイリノイ大学アーバナシャンペン校大学院コンピュータサイエンスに留学して修士号(Master of Science in Computer Science)を、また2001年 - 2004年に慶應義塾大学大学院博士後期課程に在籍して2004年に博士（工学）を、それぞれ取得した。
2008年8月をもって三菱電機を退職し、同年9月より日本大学生産工学部数理情報工学科教授に就任した。2015年まで同学部自動車工学リサーチセンター（NU-CAR）副センター長、2013年から2024年3月まで同学部研究・技術交流センター長を務めた後、2024年4月から特任教授となる。
学外では日本デジタルゲーム学会、情報処理学会、日本シミュレーション学会に所属。また、2020年からイリノイ大学日本同窓会会長も務めている
父は海上保安庁無線通信士の古市幸昌、従伯祖父は旅順工科大学教授の木谷要一。

## 著書

### 共著
- 『シリアスゲーム (メディアテクノロジーシリーズ 5)』（コロナ社　2024年）

### 編集
- 『剣客実話: 鬼の目太惣』（SmartSNS LLC　2024年）
- 『日本大学学祖：山田顕義の生涯: 法律は軍事に優先する 伝記シリーズ』（Amazon.co.jp　2020年）

## 出演
- 「堀潤 Live Junction」〜遊ぶだけじゃない！　防災などの社会課題をゲームでクリア〜（東京MXテレビ、2024年12月6日）
- 所さん!事件ですよ 会社でマージャン講習会!?様変わりする“ゲーム”（NHK、2024年9月28日）
- 歴史探偵（NHK）
  - 戊辰戦争と会津の戦い（2024年5月29日）
  - 武田信玄・戦国最強の秘密（2023年4月26日）
  - 元寇-モンゴル帝国の秘密（2022年7月6日）
  - 源平合戦 壇の浦の戦い（2022年5月4日）
  - 武士の都・鎌倉（2022年1月12日）
  - 長篠の戦い（2021年5月19日）
  - 黒船来航（2020年3月25日）
  - 本能寺の変（2019年12月18日）
- 風雲！大歴史実験 "豊臣秀吉 天下人への秘策・美濃大返しの真実"（NHK BSプレミアム、2019年3月9日）
- 諸説あり！ "本能寺の変スペシャル 後編 -秀吉の中国大返しを検証する-"（BS-TBS、2017年8月26日）
- 英雄たちの選択（NHK）
  - 三方ヶ原の戦い -徳川家康はなぜ負けたのか？（2015年3月12日）
  - 関ヶ原の戦い -両雄対決！石田三成ｖｓ．徳川家康 選択の攻防が生んだ関ヶ原- ～小早川が寝返らなかったら西軍が勝ったか？（2014年7月31日）
- 覇王伝説 "戦国時代で一番強かった武将は誰か？ -仮想：武田信玄vs織田信長 木曽川の戦い-"（NHK、2013年1月3日）
- 爆笑問題のニッポンの教養 "君はシリアスゲームを知っているか？"（NHK総合、爆問学問、2012年1月19日）
- 世の中進歩堂 "世の中の問題をゲームで解決！？"（BS-Japan、2010年11月19日）